# Ibiblio
ibiblio (раніше SunSITE.unc.edu і MetaLab.unc.edu) — «колекція колекцій», сайт, на якому розміщують різноманітну загальнодоступну інформацію: музику, літературу, програмне забезпечення з відкритим кодом тощо. Один із найстаріших інтернет-сайтів.

## Опис
«Internet librarianship», ibiblio — проєкт електронного архіву та електронної бібліотеки. Проєкт запустили спільно університет Північної Кароліни та Center for the Public Domain. Також проєкт пропонує радіостанції потокового мовлення. У листопаді 1994 року на ibiblio стартував перший проєкт із ретрансляції радіостанції в інтернет: це було студентське радіо університету Північної Кароліни. Також саме ibiblio надали можливість мовити першому IPv6/Internet2-радіо. Всі матеріали на сайті ibiblio поширюються на умовах «public domain».